# イオアン・コンスタンチノヴィチ
イオアン・コンスタンチノヴィチ（ロシア語: Иоанн Константинович、1886年7月5日 - 1918年7月18日）は、ロシアの皇族、ロシア公。ロシア大公コンスタンチン・コンスタンチノヴィチと、その妻エリザヴェータ・マヴリキエヴナ妃との間の長男。ニコライ1世の曾孫。イオアンは同時代人たちから温和で信心深い人物として記憶されており、一族からは「イオアンチク」という愛称で呼ばれていた。

## 生涯
イオアン・コンスタンチノヴィチは誕生時、ロシア大公の称号と「His Imperial Highness」の敬称を有していた。しかし生後9日目に家長であるロシア皇帝アレクサンドル3世が出した布告により、イオアンは大公の地位を喪失した。布告はロシア帝室の家内法に修正を行うもので、大公の称号を皇帝の息子および男系孫以外の男系子孫には許さないとするものだった。この結果、イオアンの身分は大公から皇族の公（公爵）に引き下げられ、敬称もランクの低い「His Highness」に変えられた。

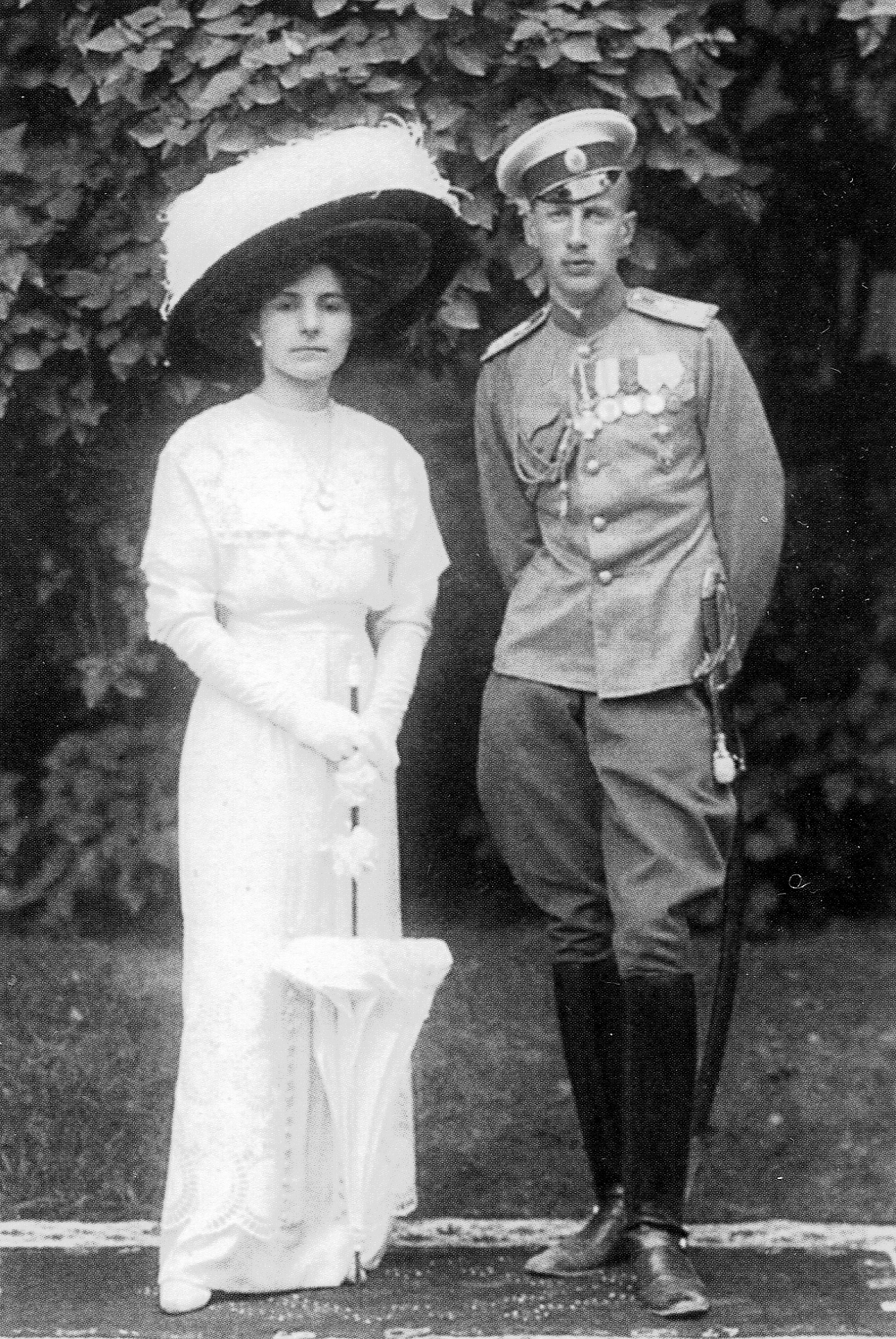
イオアン公夫妻

イオアンはいったんは正教会の修道士になろうと考えたものの、セルビア王ペータル1世の娘イェレナと恋仲になった。イェレナは美しく強固な意志を持った女性であった。二人は1911年9月2日に結婚し、イェレナはロシア式にエレナ・ペトロヴナと名を変えた。夫妻はフセヴォロド（1914年 - 1973年）、エカチェリーナ（1915年 - 2007年）の2人の子供を授かった。エカチェリーナは争う余地なくロシア帝室の成員といえる人物の中では、最後まで生きていた。
イオアンは第一次世界大戦がはじまると従軍し、戦争の英雄として勲章を受けてもいるが、1917年に前線にいたときにロシア革命が起きた。1918年4月、イオアンはボリシェヴィキによってウラル山脈に連行され、その年の7月にアラパエフスク近郊の坑道で残酷な方法で殺された。弟のコンスタンチン・コンスタンチノヴィチ、イーゴリ・コンスタンチノヴィチ、又従弟のウラジーミル・パーレイ公爵、その他の親類や友人も一緒に殺されている。
イオアンの遺体は後にロシア正教会の宣教団体が管理する北京の共同墓地に埋葬されたが、その墓地はさらにその後、公園を造るために破壊された。イオアンの妹ヴェラ・コンスタンチノヴナ、母エリザヴェータ・マヴリキエヴナ、妻エレナ・ペトロヴナと子供たちはノルウェー王ホーコン7世の助けを借りてロシアを脱出し、難を逃れた。イオアンの娘エカチェリーナはメディチ家の末裔であるイタリア人貴族ファラーチェ・ディ・ヴィラフォレスタ侯爵ルッジェーロと結婚した。

## 子女
- フセヴォロド（ロシア語版、英語版）（1914年 - 1973年）　第7代ビーチャム伯爵ウィリアム・リゴンの娘メアリー・リゴンと結婚
- エカチェリーナ（ロシア語版、英語版）（1915年 - 2007年）　メディチ家の子孫のイタリア貴族ファラーチェ・ディ・ヴィラフォレスタ侯爵ルッジェーロと結婚